# Langlaufen op de Paralympische Winterspelen 1984
De IIIe Paralympische Winterspelen werden in 1984 gehouden in Innsbruck, Oostenrijk.
Dit was ook de derde keer dat het langlaufen op het programma stond.

## Mannen
| Rank | Land | Tijd    |
| ---- | ---- | ------- |
| 1    | AUT  | 31:07.8 |
| 2    | AUT  | 32:11.9 |
| 3    | SUI  | 32:42.7 |

| Rank | Land | Tijd      |
| ---- | ---- | --------- |
| 1    | FIN  | 1:03:00.5 |
| 2    | FIN  | 1:05:25.9 |
| 3    | SWE  | 1:07:27.0 |

| Rank | Land | Tijd      |
| ---- | ---- | --------- |
| 1    | NOR  | 2:22:44.6 |
| 2    | FIN  | 2:26:03.4 |
| 3    | SWE  | 2:38:55.7 |

### 5 km
| Klasse |         | land | Goud                 | land | Zilver              | land | Brons               |
| ------ | ------- | ---- | -------------------- | ---- | ------------------- | ---- | ------------------- |
| Gr I   | 22:09.7 | AUT  | Sager, Reinhold      | FRG  | Adolf Stuber        | SUI  | Peter Gilomen       |
| Gr II  | 20:43.4 | AUT  | Georg Freund         | AUT  | Siegwald Mussger    | SUI  | Josef Dietziker     |
| LW2    | 16:26.7 | FIN  | Pertti Sankilampi    | FIN  | Samuli Kaemi        | FIN  | Ari Mustonen        |
| LW3    | 24:47.7 | POL  | Marianne Niedzwiadek | POL  | Kazimierz Wyszowski | POL  | Czeslav Kwiatkowski |
| LW4    | 16:15.9 | FIN  | Veikko Jantunen      | NOR  | Svein Lilleberg     | FRG  | Reinhold Schwer     |
| LW5/7  | 20:20.9 | FRA  | Pierre Delaval       | FRG  | Frank Rawiel        | AUT  | Horst Morokutti     |
| LW9    | 19:52.1 | FRG  | Ludwig Wagner        | SUI  | Armin Arnold        | AUT  | Peter Kieweg        |

### 10 km
| Klasse |           | land | Goud              | land | Zilver           | land | Brons            |
| ------ | --------- | ---- | ----------------- | ---- | ---------------- | ---- | ---------------- |
| B1     | 1:23:16.4 | NOR  | Hans Anton Aalien | FIN  | Martti Juntunen  | FIN  | Mauno Sulisalo   |
| B1     | 39:52.5   | NOR  | Hans Anton Aalien | FIN  | Martti Juntunen  | GBR  | Peter Young      |
| B2     | 1:06:52.8 | NOR  | Terje Loevaas     | NOR  | Morten Langeroed | NOR  | Gorm Borgersen   |
| B2     | 32:28.6   | NOR  | Gorm Borgersen    | NOR  | Terje Loevaas    | NOR  | Morten Langeroed |
| LW6/8  |           | FIN  | Jouko Grip        | FIN  | Kimmo Kettunen   | FIN  | Heikki Miettinen |

## Vrouwen
| Rank | Land | Tijd      |
| ---- | ---- | --------- |
| 1    | POL  | 1:14:18.0 |
| 2    | SUI  | 1:21:38.8 |

| Rank | Land | Tijd      |
| ---- | ---- | --------- |
| 1    | AUT  | 1:32:21.6 |
| 2    | USA  | 2:01:47.4 |

### 2.5 km
| Klasse |         | land | Goud           | land | Zilver            | land | Brons             |
| ------ | ------- | ---- | -------------- | ---- | ----------------- | ---- | ----------------- |
| Gr II  | 20:43.4 | AUT  | Hildegard Fetz | AUT  | Johanna Ratzinger | SUI  | Karoline Pavlicek |

### 5 km
| Klasse |         | land | Goud               | land | Zilver             | land | Brons              |
| ------ | ------- | ---- | ------------------ | ---- | ------------------ | ---- | ------------------ |
| Gr II  | 30:30.5 | AUT  | Hildegard Fetz     | AUT  | Johanna Ratzinger  | SUI  | Karoline Pavlicek  |
| B1     | 24:33.7 | FIN  | Kirsti Pennanen    | AUT  | Margret Heger      | SWE  | Marianne Edfeldt   |
| B2     | 19:53.4 | FIN  | Kyllikki Luhtapuro | SWE  | Desiree Johansson  | FIN  | Tarja Hovinen      |
| LW4    | 22:17.9 | FIN  | Liisa Maekelae     | FRG  | Anneliese Tenzler  | SUI  | Monika Waelti      |
| LW6/8  | 19:57.5 | FIN  | Alli Hatva         | FRG  | Dorothea Neuweiler | POL  | Barbara Chmielecka |

### 10 km
| Klasse |         | land | Goud              | land | Zilver             | land | Brons              |
| ------ | ------- | ---- | ----------------- | ---- | ------------------ | ---- | ------------------ |
| B1     | 51:00.6 | FIN  | Kirsti Pennanen   | AUT  | Margret Heger      | AUT  | Doris Campbell     |
| B2     | 44:14.1 | SWE  | Desiree Johansson | FIN  | Kyllikki Luhtapuro | AUT  | Renata Hoenisch    |
| LW4    | 47:35.0 | FRG  | Anneliese Tenzler | FIN  | Liisa Maekelae     | SUI  | Monika Waelti      |
| LW6/8  | 42:36.1 | FIN  | Alli Hatva        | FRG  | Dorothea Neuweiler | POL  | Barbara Chmielecka |

## Deelnemende landen Langlaufen 1984
- AUT
- SUI
- FRG
- NOR
- FIN
- AUS
- JPN
- SWE
- CAN
- GBR
- YUG
- ITA
- NED
- JPN
- POL
- FRA
- USA
- DEN
- BEL

Alpineskiën · Langlaufen · Priksleeën
1976 · 1980 · 1984 · 1988 · 1992 · 1994 · 1998 · 2002 · 2006 · 2010 · 2014